# Quận Wood, Ohio
Quận  là một quận thuộc tiểu bang Ohio, Hoa Kỳ.
Quận này được đặt tên theo Eleazer D. Wood, kỹ sư của tướng William Henry Harrison đã xây Fort Meigs trong chiến tranh 1812. Theo điều tra dân số của Cục điều tra dân số Hoa Kỳ năm 2000, quận có dân số người. Quận lỵ đóng ở Bowling Green6.

## Địa lý
Theo Cục điều tra dân số Hoa Kỳ, quận có diện tích 1607 km2, trong đó có 8 km2 là diện tích mặt nước.

### Quận giáp ranh
- Quận Lucas (bắc)
- Quận Ottawa (đông bắc)
- Quận Sandusky (đông)
- Quận Seneca (đông nam)
- Quận Hancock (nam)
- Quận Putnam (góc tây nam)
- Quận Henry (tây)

## Thông tin nhân khẩu
Theo điều tra dân 2 năm 2000, quận đã có dân số 121.065 người, 45.172 hộ gia đình, và 29.678 gia đình sống trong quận hạt. Mật độ dân số là 196 người trên một dặm vuông (76/km ²). Có 47.468 đơn vị nhà ở với mật độ trung bình là 77 trên một dặm vuông (30/km ²). Cơ cấu chủng tộc của quận gồm 94,83% người da trắng, 1,27% da đen hay Mỹ gốc Phi, 0,23% người Mỹ bản xứ, 1,03% châu Á, Thái Bình Dương 0,01%, 1,45% từ các chủng tộc khác, và 1,18% từ hai hoặc nhiều chủng tộc. 3,33% dân số là người Hispanic hay Latino thuộc một chủng tộc nào. 36,3% là gốc Đức, gốc Mỹ 9,9%, 8,2% gốc Anh, gốc Ailen 8,0% và 5,8% gốc Ba Lan theo điều tra dân số năm 2000.
Có 45.172 hộ, trong đó 32,00% có trẻ em dưới 18 tuổi sống chung với họ, 53,90% là đôi vợ chồng sống với nhau, 8,50% có một chủ hộ nữ và không có chồng, và 34,30% là các gia đình không. 25,80% hộ gia đình đã được tạo ra từ các cá nhân và 9,10% có người sống một mình 65 tuổi hoặc lớn tuổi hơn là người. Cỡ hộ trung bình là 2,51 và cỡ gia đình trung bình là 3,04.
Trong quận, tháp tuổi dân số đã được trải ra với 23,70% dưới độ tuổi 18, 17,20% 18-24, 26,80% 25-44, 21,30% từ 45 đến 64, và 11,00% từ 65 tuổi trở lên đã được những người. Độ tuổi trung bình là 33 năm. Đối với mỗi 100 nữ có 93,80 nam giới. Đối với mỗi 100 nữ 18 tuổi trở lên, đã có 91,10 nam giới.
Thu nhập trung bình cho một hộ gia đình trong quận đã được $ 44.442, và thu nhập trung bình cho một gia đình là $ 56.468. Phái nam có thu nhập trung bình 40.419 USD so với 26.640 USD của phái nữ. Thu nhập bình quân đầu người của quận là 21.284 USD. Có 4,70% gia đình và 9,60% dân số sống dưới mức nghèo khổ, trong đó có 7,40% những người dưới 18 tuổi và 5,80% của những người 65 tuổi hoặc hơn.